# Gerhard Kittel
Gerhard Kittel, född 23 september 1888 i Breslau, död 11 juli 1948 i Tübingen, var en tysk teolog.
Gerhard Kittel var son till Rudolf Kittel. Han blev professor i Nya Testamentets exegetik i Greifswald 1921, var professor i samma ämne i Tübingen 1926–1945, några år under andra världskriget förflyttad till Wien. Kittel blev 1945 avsatt från sitt ämbete men återinsattes kort före sin död. Kittel lade i sitt vetenskapliga arbete huvudvikten vid utforskandet av den judiska religionens historia samt den israelitiska och judiska religionens förhållande till kristendomen. Bland Kittels skrifter märks Die Probleme des palästinischen Spätjudentums und das Urchiristentum (1926), Die Religionsgeschichte und das Urchristentum (1932, Olaus Petri-föreläsningar i Uppsala 1931; svensk översättning 1933) och Die Judenfrage (1933). Kittel var även utgivare av Theologisches Wörterbuch zum Neuen Testament, 1–4 (1932–1942).